# Juan Nsue Edjang Mayé
Juan Nsue Edjang Mayé, né le 9 novembre 1957 à Mikomeseng en Guinée espagnole, est un évêque équatoguinéen, archevêque de Malabo depuis 2015. Il est auparavant évêque d'Ebebiyin.

## Jeunesse
Nsue Edjang Mayé nait à Mikomeseng, alors une colonie espagnole. Il devient prêtre en 1995 et évêque d'Ebebiyin en 2011. Il est alors consacré par l'archevêque Piero Pioppo avec Ildefonso Obama Obono (de) et Juan Matogo Oyana (de) comme co-consécrateurs.

## Archevêque
Moins de quatre ans plus tard, en février 2015, Nsue Edjang Mayé est nommé comme nouveau archevêque de Malabo. Le 25 avril 2015, il est inauguré en présence du nonce apostolique Pioppo ― qui l'avait consacré ―, le président et la première dame du pays, ainsi que plusieurs prêtes et évêques de la région.

## Succession apostolique
Juan Nsue Edjang Mayé a ordonné les évêques suivants :
- Comme co-consécrateur :
  - Évêque Miguel Angel Nguema Bee (de) (2017)
  - Évêque Calixto Paulino Esono Abaga Obono (2017)
  - Évêque Juan Domingo-Beka Esono Ayang (2017)